# Bettina Lamprecht

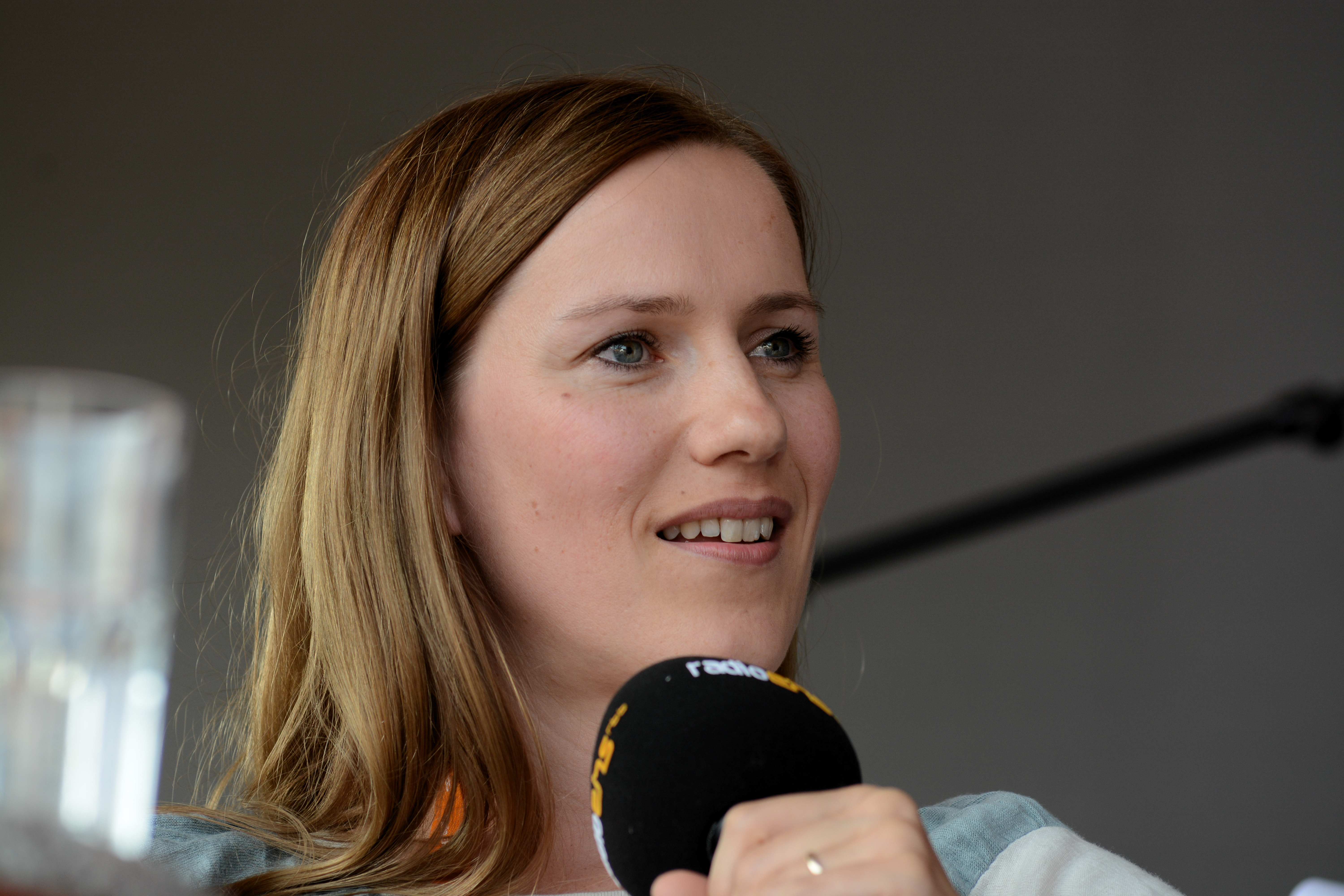
Bettina Lamprecht (2013)

Bettina Lamprecht (* 2. Juni 1977 in Ilmenau) ist eine deutsche Schauspielerin.

## Leben und Karriere
Lamprecht wuchs in Geraberg auf. Sie studierte von 1995 bis 1999 an der Hochschule für Musik und Theater in Hannover und 2002 am Ward Studio in New York City. Zwischen 1999 und 2000 war Lamprecht Teil des Ensembles der Comedy-Serie Switch. Seit 2001 wurde sie einem breiteren Publikum in Deutschland durch ihre Auftritte neben Anke Engelke und Christoph Maria Herbst in der Comedy-Serie Ladykracher bekannt. 2007 war sie in dem Film Vollidiot von Tobi Baumann zu sehen.
Von 2005 bis 2020 spielte Lamprecht in der Sitcom Pastewka in zehn Staffeln Svenja Bruck, die Freundin und spätere Frau von Bastian Pastewkas Halbbruder Hagen.
In der ZDF-Sendung heute-show verkörperte sie zwischen 2010 und Februar 2015 die Reporterin Petra Radetzky. Von 2015 bis 2017 spielte sie die Hauptrolle der Betty Dewald in der ZDF-Vorabendserie Bettys Diagnose.
2018 wirkte sie in Þorleifur Örn Arnarssons Inszenierung Die verlorene Oper. Ruhrepos am Schauspiel Hannover in Kooperation mit den Ruhrfestspielen Recklinghausen als Schauspielerin mit.
Lamprecht ist verheiratet, hat einen Sohn und lebt in Berlin-Wedding.

## Filmografie (Auswahl)
- 1999–2000: Switch (29 Folgen)
- 2002–2003, 2008–2011, 2013: Ladykracher (89 Folgen)
- 2002–2004: Broti & Pacek – Irgendwas ist immer (22 Folgen)
- 2003: Alphateam – Die Lebensretter im OP (Folge 154)[4]
- 2004: Der Ermittler – Schönheitsfehler
- 2004: Familie Dr. Kleist – Verbotene Liebe
- 2004: Für gutes Betragen
- 2005–2007: LiebesLeben (Fernsehserie, 13 Folgen)
- 2005–2020: Pastewka (Fernsehserie, 73 Folgen)
- 2005: Lasko – Im Auftrag des Vatikans
- 2006: Entführ mich, Liebling
- 2006: Typisch Sophie (10 Folgen)
- 2007: 29 …und noch Jungfrau
- 2007: Vollidiot
- 2007: SOKO Köln – Schluss mit lustig
- 2007: R.I.S. – Die Sprache der Toten – Schlangennest
- 2008: Kommissar Stolberg – Toter Engel
- 2008: Lutter – Toter Bruder
- 2008: Maja – Frühlingsgefühle
- 2009: Urlaub mit Papa
- 2010: Küstenwache – Gefährliches Schweigen
- 2010–2015: heute-show (33 Folgen)
- 2012: Blonder als die Polizei erlaubt
- 2012: Notruf Hafenkante – Am Ende alles auf Anfang
- 2013: Doc meets Dorf (6 Folgen)
- 2014: Danni Lowinski – Alles futsch
- 2014: Helen Dorn: Das dritte Mädchen
- 2014: Helen Dorn: Unter Kontrolle
- 2015: Helen Dorn: Der Pakt
- 2015–2017: Bettys Diagnose (Fernsehserie, 36 Folgen)
- 2016: Unter Wölfen
- 2017: Frau Temme sucht das Glück: Der Charakter der Macht
- 2018: Südstadt
- 2018: Billy Kuckuck – Margot muss bleiben!
- 2018: Marie Brand und das Verhängnis der Liebe
- 2019: Käse und Blei
- 2019: Das Wichtigste im Leben (Fernsehserie, 10 Folgen)
- 2020: Die Känguru-Chroniken
- 2020: Unterleuten – Das zerrissene Dorf
- 2020: Pan Tau
- 2021: Nächste Ausfahrt Glück – Juris Rückkehr (Fernsehfilm)
- 2021: Nestwochen
- 2021: Es ist nur eine Phase, Hase (Kinofilm)
- 2021: Die Rettung der uns bekannten Welt (Kinofilm)[5]
- 2022:  Der Staatsanwalt: Tödliches Dickicht (Fernsehserie)
- 2023: Kohlrabenschwarz (Serie, Paramount+)
- 2023: Wir sind die Meiers (Fernsehserie)
- 2023: Kommissarin Lucas (Fernsehserie, Folge Finale Entscheidung)
- 2024: Sie sagt. Er sagt.

## Auszeichnungen
- 2002: Deutscher Fernsehpreis und Deutscher Comedypreis für Ladykracher
- 2006: Deutscher Fernsehpreis und Deutscher Comedypreis für Pastewka
- 2006: Goldene Rose von Luzern für Pastewka
- 2009: Deutscher Comedypreis für Ladykracher
- 2010: Deutscher Fernsehpreis und Deutscher Comedypreis für Heute Show